# Crkva sv. Magdalene u Svirčima
Crkva sv. Magdalene u selu Svirčima, općina Jelsa, na otoku Hvaru.

## Opis
Na mjestu današnje župne crkve već je 1331. godine (Hvarski statut) postojala crkva sv. Ilije, što objašnjava izgradnju župne crkve izvan naselja Svirče. Godine 1586. izvorni titular crkve zamijenjen je današnjim, a župa se osniva 1690. godine. Današnja župna crkva izgrađena je početkom 18. stoljeća kao jednobrodna građevina s plitkom, četvrtastom apsidom, te dograđenom sakristijom i zvonarom na sjeveroistoku. Na glavnom pročelju je barokni portal profiliranih dovratnika s dijamantnim ukrasom u dnu. Nadvratnik barokne profilacije ima poluobli jastučić i otvoreni lučni zabat.

## Zaštita
Pod oznakom Z-5742 zavedena je kao nepokretno kulturno dobro - pojedinačno, pravna statusa zaštićena kulturnog dobra, klasificirano kao "sakralna graditeljska baština".